# Hora de Moscou
|  | Zona horària     | Nom local                                                    |
|  | ---------------- | ------------------------------------------------------------ |
|  | UTC +2 (MSK −1)  | Hora de Kaliningrad (EET)                                    |
|  | UTC +3 (MSK)     | Hora de Moscou (MSK)                                         |
|  | UTC +4 (MSK +1)  | Hora de Samara (SAMT)                                        |
|  | UTC +5 (MSK +2)  | Hora de Iekaterinburg (YEKT)                                 |
|  | UTC +6 (MSK +3)  | Hora d'Omsk (OMST) i Novossibirsk (NOVT)                     |
|  | UTC +7 (MSK +4)  | Hora de Krasnoiarsk (KRAT)                                   |
|  | UTC +8 (MSK +5)  | Hora de Irkutsk (IRKT)                                       |
|  | UTC +9 (MSK +6)  | Hora de Iakutsk (YAKT)                                       |
|  | UTC +10 (MSK +7) | Hora de Magadan (MAGT), Sakhalín (SAKT) i Vladivostok (VLAT) |
|  | UTC +11 (MSK +8) | Hora de Srednekolimsk (SRET)                                 |
|  | UTC +12 (MSK +9) | Hora d'Anàdir (ANAT) i Petropàvlovsk-Kamtxatski (PETT)       |

L'Hora de Moscou (en rus: москóвское врéмя) és la zona horària de la ciutat de Moscou, capital de Rússia, i de la major part de l'oest de Rússia, incloent Sant Petersburg. És el segon fus horari més occidental dels onze fusos de Rússia, després del de Kaliningrad. L'hora de Moscou és UTC +3 des del 26 d'octubre de 2014.
Anteriorment, l'hora de Moscou observava el UTC +4, és a dir, un horari d'estiu permanent aprovat en 2011 pel president Dmitri Medvédev. No obstant això, aquesta mesura impopular fou abolida per Vladímir Putin, successor de Dmitri Medvédev, el 22 de juliol de 2014, per ser posada en pràctica des del 26 d'octubre del 2014 any, fins al present.
L'horari de Moscou s'utilitza per programar els trens o vaixells a través de la Federació Russa, mentre que un viatge en avió està programat utilitzant l'hora local. L'hora a Rússia sovint s'ha anunciat a tot el país, a les estacions de ràdio, com a l'hora de Moscou, i aquest cop també es registra en els telegrames, per exemple, la descripció de les zones horàries a Rússia, sovint es basen en l'hora de Moscou en lloc de l'UTC. Per exemple, a Iakutsk (UTC +9) es diu que acata el MSK +6 dins de Rússia.